# Дедлово (Московская область)
Дедлово — деревня в Дмитровском районе Московской области, в составе городского поселения Яхрома. До 2006 года Дедлово входило в состав Подъячевского сельского округа.

## Расположение
Деревня расположена в юго-западной части района, примерно в 10 км на юго-запад от города Яхромы, у истоков безымянного ручья, левого притока реки Волгуша, высота центра над уровнем моря 198 м. Ближайшие населённые пункты — Андрейково на юге и Семенково на севере.

## Население
| 2002 | 2006 | 2010 |
| ---- | ---- | ---- |
| 0    | →0   | →0   |